# Хровача
Хровача (словен. Hrovača) је насељено место у општини Рибница, регија Југоисточна Словенија, Словенија.

## Историја
До територијалне реорганизације у Словенији била је у саставу старе општине Рибница.

## Становништво
У попису становништва из 2011. године, Хровача је имала 201 становника.
| Број становника према пописима | Број становника према пописима | Број становника према пописима |
| ------------------------------ | ------------------------------ | ------------------------------ |
| 1991                           | 2002                           | 2011                           |
| 195                            | 198                            | 201                            |

## Галерија
- дрвена кућа